# Marc Trudeau

Bischofswappen von Marc Vincent Trudeau

Marc Vincent Trudeau (* 20. Mai 1957 in Hollywood, Kalifornien) ist ein US-amerikanischer Geistlicher und römisch-katholischer Weihbischof in Los Angeles.

## Leben
Marc Vincent Trudeau studierte zunächst Biologie an der University of Southern California und schloss 1985 mit dem Bachelor ab. Seine theologischen Studien absolvierte er am Saint John’s Seminary in Camarillo und empfing am 6. August 1991 durch Roger Kardinal Mahoney das Sakrament der Priesterweihe für das Erzbistum Los Angeles.
Neben verschiedenen Aufgaben in der Pfarrseelsorge war er von 2004 bis 2010 persönlicher Sekretär des Erzbischofs. 2013 wurde er Subregens und 2014 Regens des Priesterseminars Saint John’s in Camarillo.
Am 5. April 2018 ernannte ihn Papst Franziskus zum Titularbischof von Tinis in Proconsulari und zum Weihbischof in Los Angeles. Die Bischofsweihe spendete ihm Erzbischof José Horacio Gómez am 7. Juni desselben Jahres. Mitkonsekratoren waren dessen Amtsvorgänger Roger Michael Kardinal Mahony und Joseph Martin Sartoris, emeritierter Weihbischof in Los Angeles.
Marc Trudeau ist Großoffizier im Ritterorden vom Heiligen Grab zu Jerusalem.